# 赤坂天王山3号墳
赤坂天王山3号墳（あかさかてんのうざんさんごうふん）は、奈良県桜井市倉橋にある古墳。形状は円墳。赤坂天王山古墳群を構成する古墳の1つ。史跡指定はされていない。

## 概要
奈良盆地南部、音羽山北西麓の尾根上において、1号墳（赤坂天王山古墳）の北約20メートルの位置に築造された古墳である。1983年（昭和58年）に古墳群中では唯一となる発掘調査が実施されている（ただし未報告）。
墳形は円形で、東西約30メートル・南北約28メートルを測る。1号墳と3号墳の間では、3号墳の墳丘の一部を削平する形で平坦面が広がっており、1号墳の築造に際して削平・整地がおこなわれた可能性が指摘される。墳丘外表で段築・葺石・埴輪は認められていない。埋葬施設は両袖式の横穴式石室で、南南東方向に開口する。石室全長9.4メートル以上を測るやや大型の石室であり、古墳群中で石室が開口するのは現在では1号墳と3号墳のみになる。石室内の調査では須恵器などが出土したとされるが、未報告のため詳らかでない。
築造時期は、古墳時代後期の6世紀中葉-後半頃と推定され、1号墳に先行する時期と想定される。真の崇峻天皇陵に比定しうる1号墳の築造に際して3号墳の一部が削平された可能性があり、同様に既存の古墳を破壊して築造された石舞台古墳（明日香村）の事例と合わせて注目される。
なお、1号墳は1954年（昭和29年）に「天王山古墳」として国の史跡に指定されているが、3号墳などその他の古墳は史跡指定されてない。

## 遺跡歴
- 明和9年（1772年）の『菅笠日記』に石室3基の開口の様子の記録（1-3号墳か）[1]。
- 1893年（明治26年）の『大和國古墳墓取調書』に、第272号として記録[1]。
- 1935・1937年（昭和10・12年）、古墳群の墳丘測量・石室実測調査（梅原末治ら日本古文化研究所、1938年に報告）[1]。
- 1983年（昭和58年）、石室内調査。須恵器など出土（奈良県立橿原考古学研究所、未報告）[1]。
- 2000-2009年（平成12-21年）頃、古墳群の墳丘測量・石室実測・石室三次元計測調査（桜井市教育委員会、2018年に報告）[1]。

## 埋葬施設

石室俯瞰図

石室展開図

埋葬施設としては両袖式横穴式石室が構築されており、南南東方向に開口する。石室の規模は次の通り。
- 石室全長：9.4メートル以上
- 玄室：長さ4.2メートル、幅2.3メートル（奥壁）・2.4メートル（中央部）・2.5メートル（前壁）
- 羨道：長さ5.2メートル以上、幅は1.7メートル（開口部）・1.5メートル（中央部）・1.5メートル（玄門部）

玄室の奥壁は基本的に4段積みで、基底石は2石であり、2段目から持ち送る。側壁は4-5段積みで、基底石または2段目から持ち送る。袖石は左右とも1石であるが、東側袖石の張り出しは小さく、左右で偏っている。前壁は大石3個とやや小型の石2個の5個。玄室の床面には敷石が露出するが、当初のものか、調査後に復元したものかは明らかでない。天井石は、玄室では3石、羨道では残存4石。開口部には閉塞石が遺存する。
石室内の堆積は、昭和12年の石室略測図と比較してほぼなくなっているため、昭和58年の調査の際に掘削がおこなわれたとみられる。

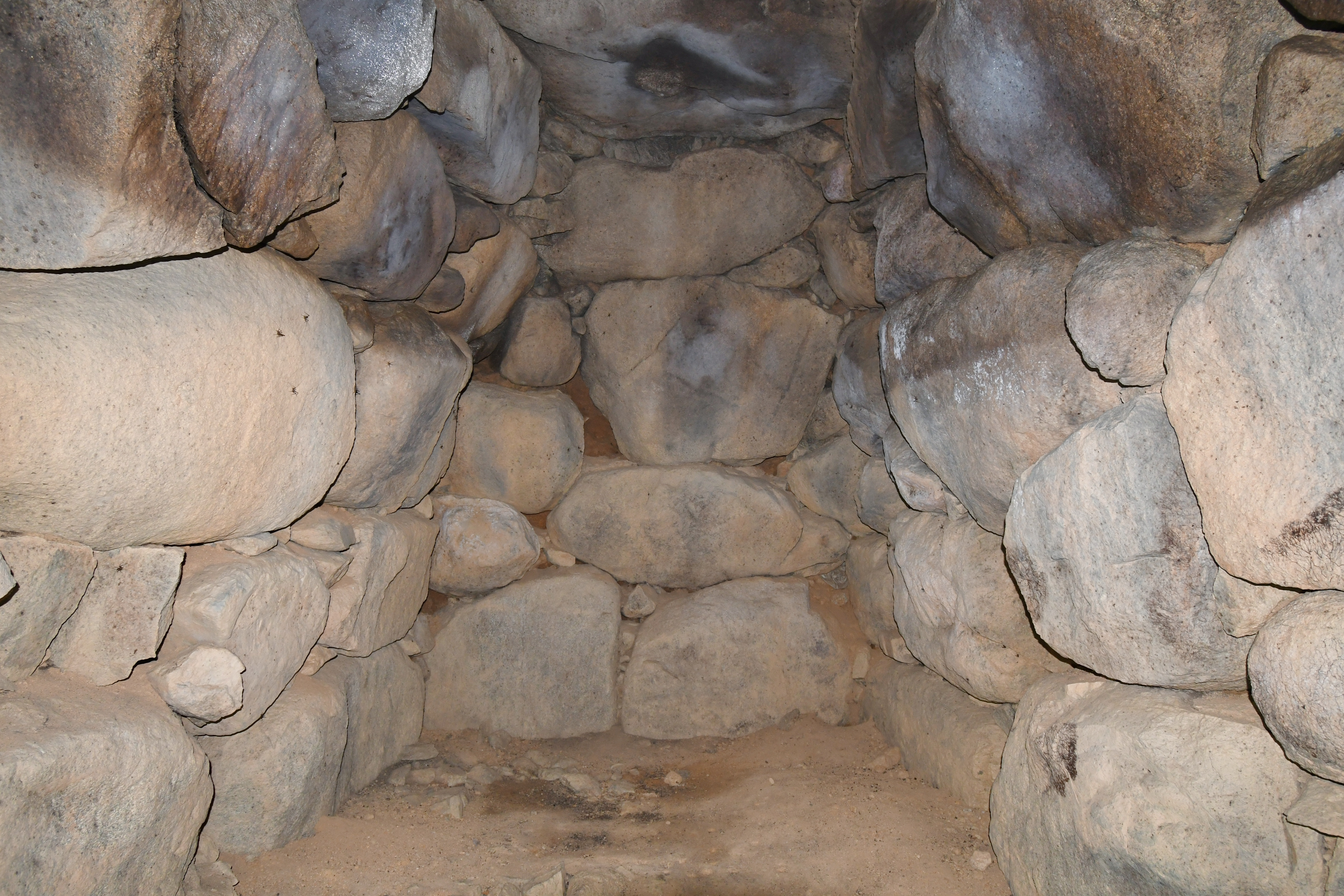
玄室（奥壁方向）
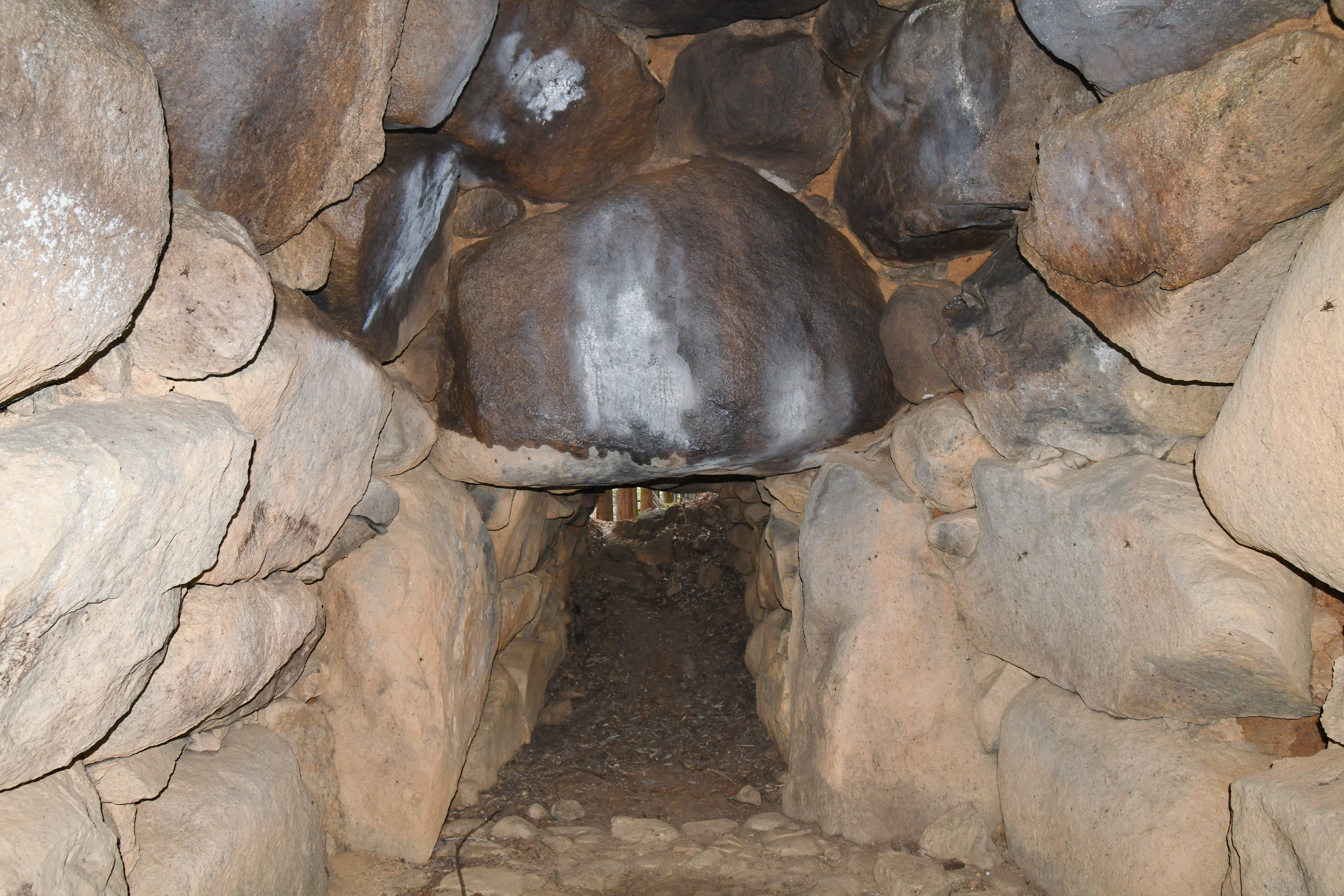
玄室（開口部方向）
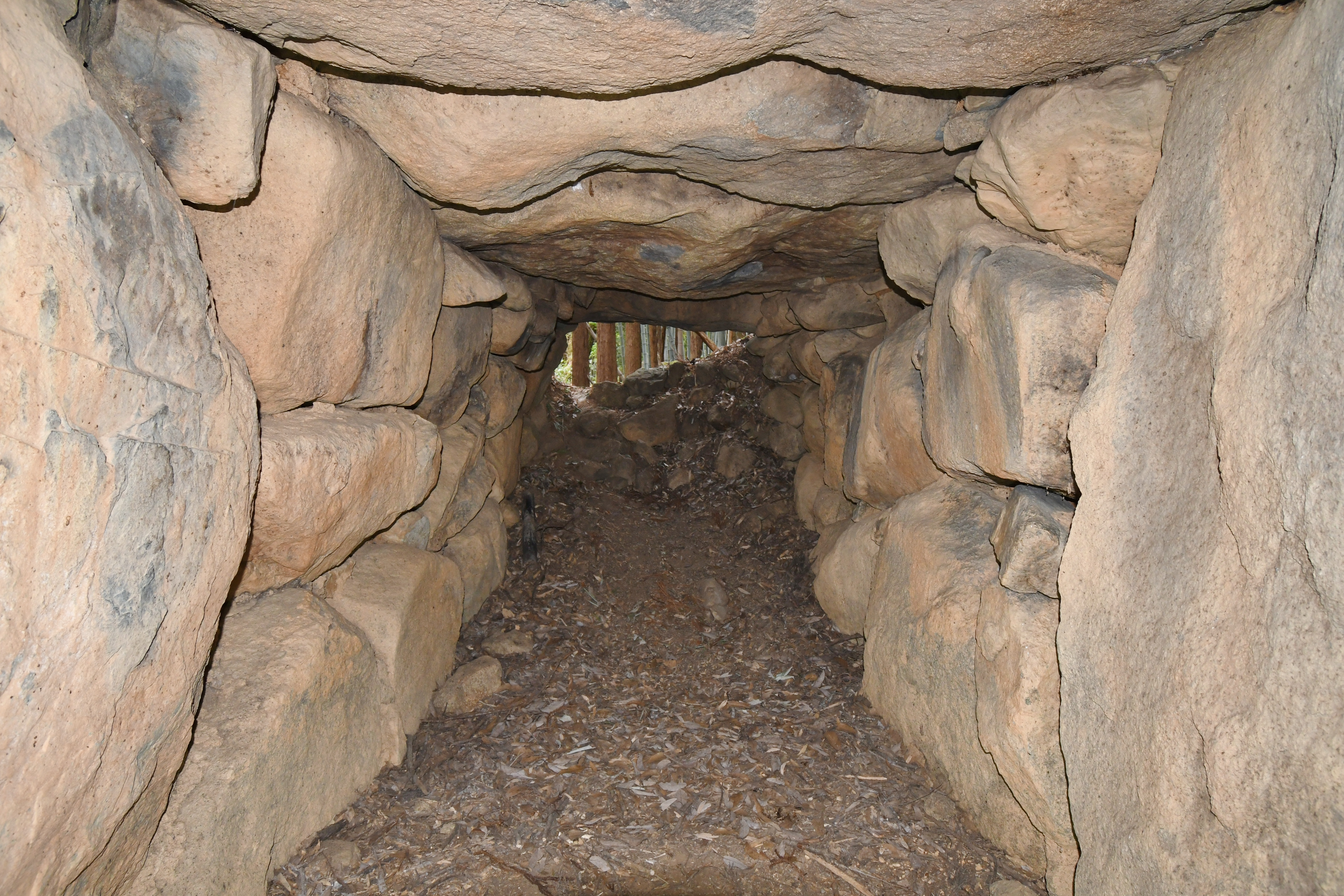
羨道（開口部方向）
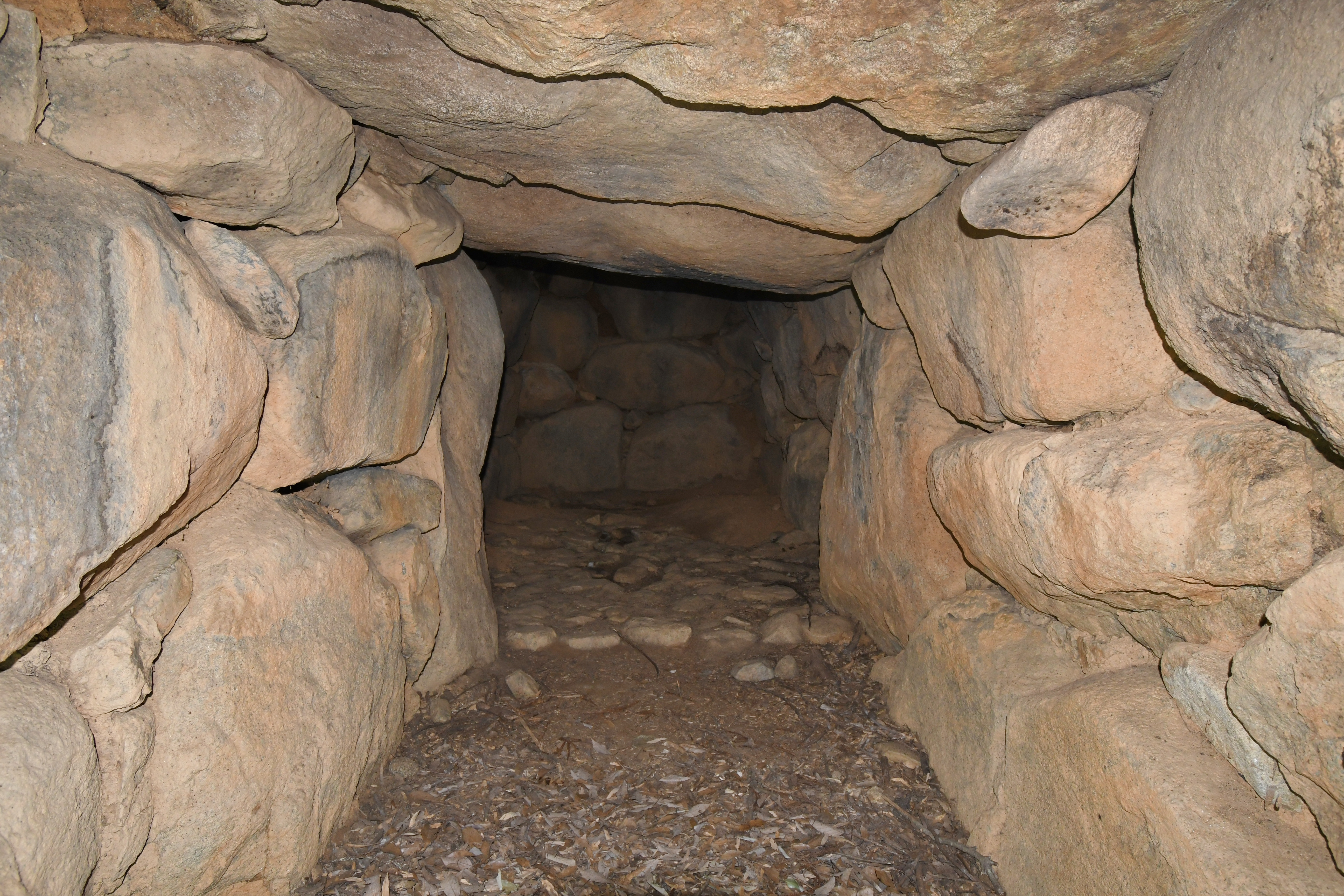
羨道（玄室方向）
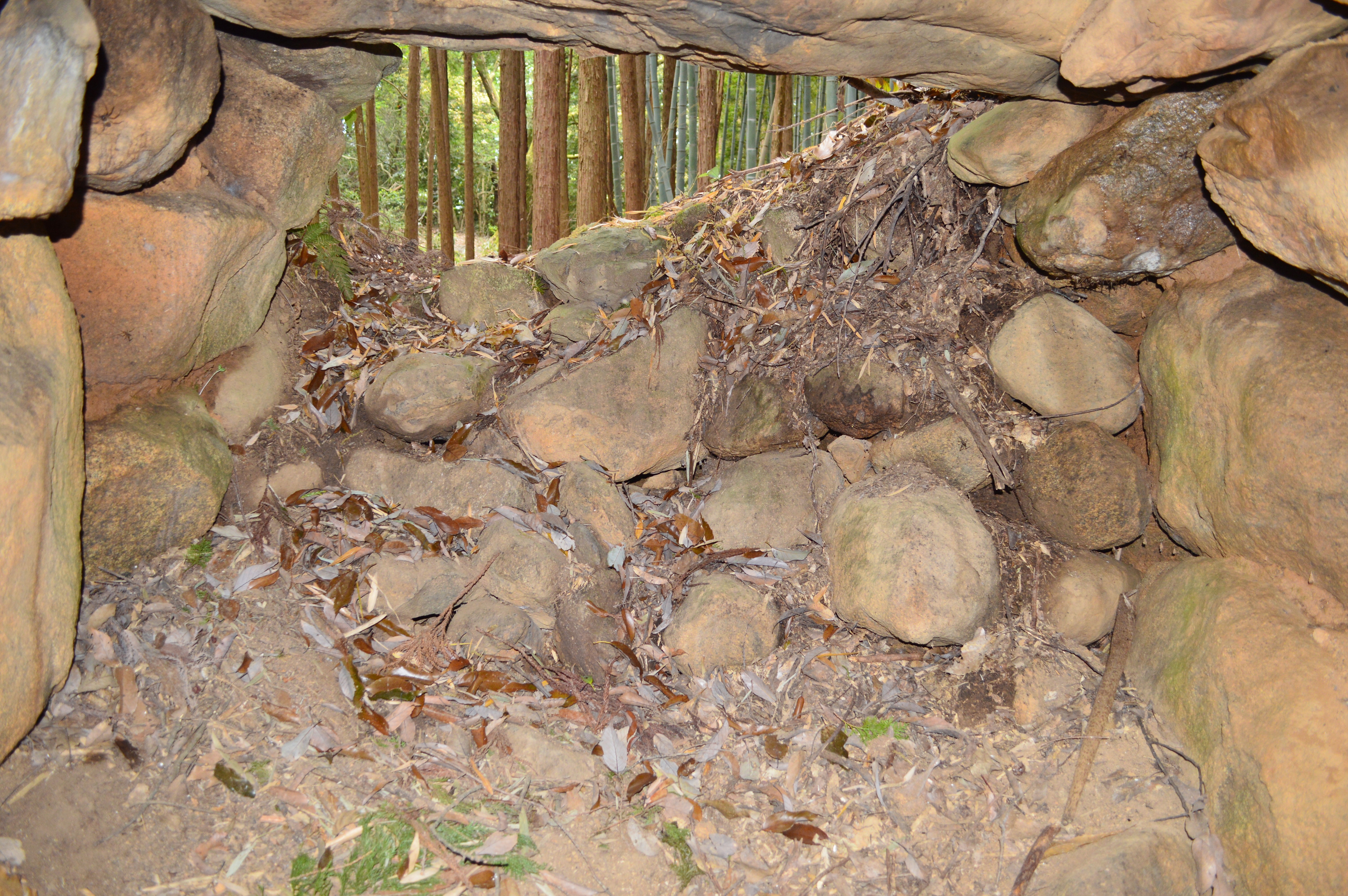
閉塞石
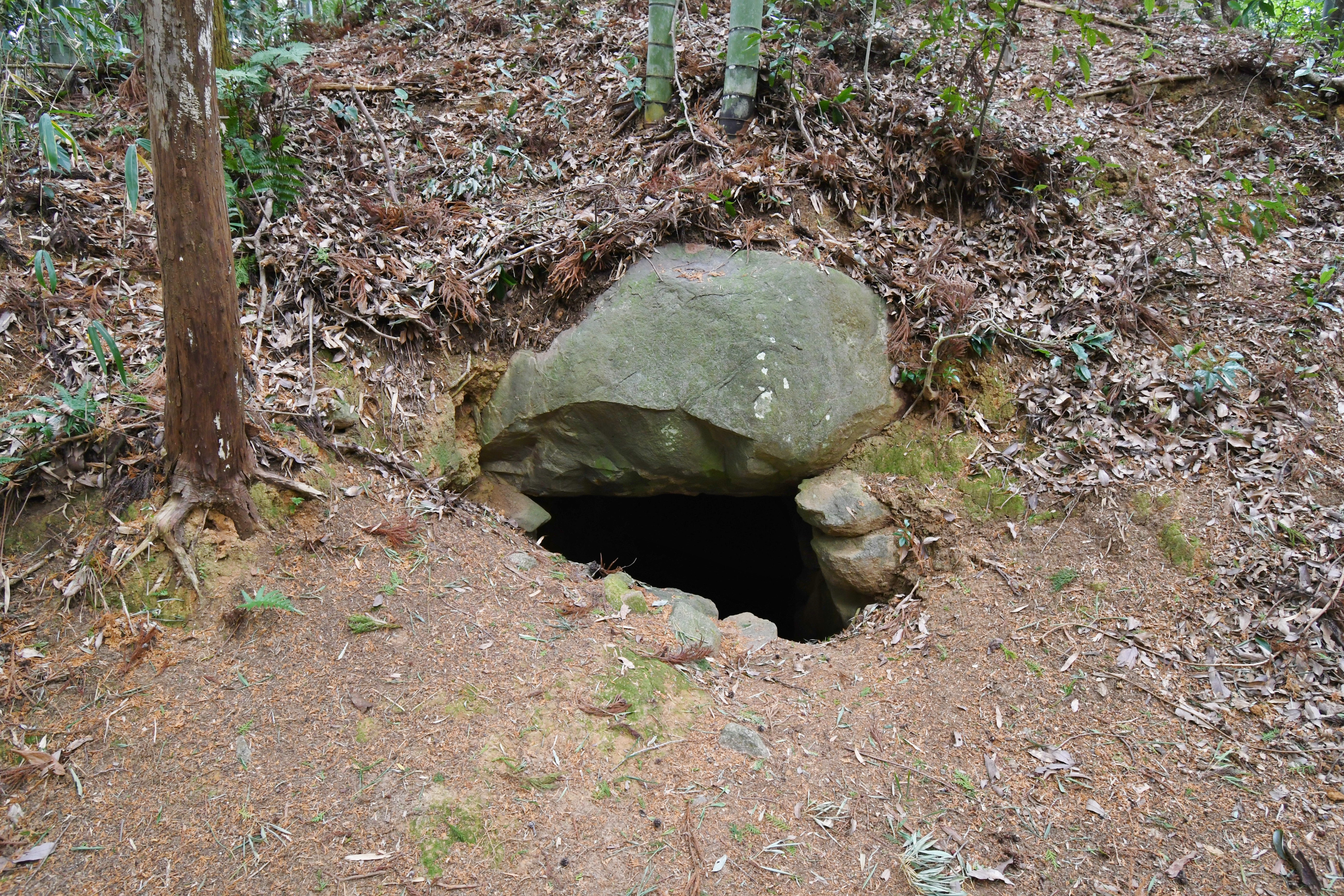
開口部